# ガルバリウム

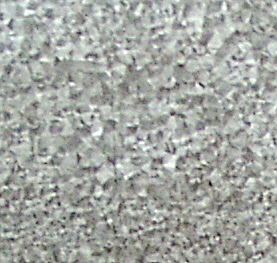
ガルバリウム鋼板の表面、ダクト用

ガルバリウム (Galvalume) 鋼板は、1972年にアメリカ合衆国のベスレヘム・スチールが開発したアルミニウム・亜鉛合金めっき鋼板の名称。日本国内ではガルバと略称されることも多い。また、ガリバリウム、ガルバニウムと呼称される場合もある。日本工業規格 (JIS) では、JIS G3321（溶融55%アルミニウム－亜鉛合金めっき鋼板）で規定されている。

## 防食性・その他の特性
亜鉛めっき鋼板は、めっき層に含まれる亜鉛 (Zn) が鉄 (Fe) よりもイオン化傾向が大きいため、水中などの腐食環境下においてFeよりも先にZnが溶け出すことで、原板であるFeの腐食を防止している（犠牲防食）。
ガルバリウム鋼板は、めっき金属として純亜鉛ではなく、アルミニウム (Al) 55%＋亜鉛43.4%＋珪素 (Si) 1.6%の合金を用いている（パーセンテージは質量比）。Alはめっき層表面に強固な不動態皮膜を形成して、めっき層を保護する。Zn含有量が低下することで犠牲防食性能は劣化するものの、Alの不動態皮膜とZn腐食部の腐食生成物がめっき層の腐食進行を抑制するため、全体として高い防食性を発揮する。合金比率は、Znの犠牲防食性能とAlの不動態保護性能のバランスで決められた。開発メーカーであるベスレヘム・スチール社の実験によると、めっき皮膜寿命は、塩害地域で約15年・工業都市や田園地帯で約25年以上との結果が出ている（メーカー保証とは異なる）。
表面はめっき合金の結晶粒による模様（スパングル）が視認できる大きさに発達しており、独特の光沢を有している。こうした効果で、ガルバリウム鋼板は熱反射性能が70-75%と、通常の亜鉛めっき鋼板の30-40%程度に比べて高くなっている。また、アルミニウム主体の合金なので、合金の融点が約570℃と、亜鉛の融点が約420℃の亜鉛めっき鋼板よりも高い。なお、母材を高温の溶融めっき槽に浸すため、母材の機械的性質はめっき前とは異なる。

## 用途
ガルバリウム鋼板は高い防食性を活かして、建物の外壁や屋根の材料、あるいは雨樋・ベランダまわりなどの各種建築材料として近年使用が増加している。同じ耐食鋼材として広く使用されているステンレス鋼板に比べて購入単価が大幅に安いことから、特に最近のステンレス鋼価格高騰を受けて、材料選定切り替えの動きが進んでいる。ただし、防食性能自体はステンレスの方が高いため、切り替えは慎重に行う必要がある。一部ではガルタイトからの切り替えも見られる。耐食性のほかに、350 ℃程度までであれば使用可能な熱反射性などを活かした産業機械や電気器具などへの使用も少なくない。
また、屋外使用向け塗装鋼板の母材としても、幅広く用いられている。めっき表面にさらに塗装を行うことで、より高度な防食性・追加機能をもたらしている。2009年（平成21年）に架け替えられた阪神甲子園球場の4代目銀傘もガルバリウム鋼板製である。

## 製造と流通
普通鋼の冷延鋼帯（コールドコイル）に溶融めっきを施して製造する。ごくまれに熱延鋼帯（ホットコイル）を用いることもあるが、基本的に紐付対応。基本的な生産プロセスは普通の亜鉛めっき鋼板と同一であるため、両者は基本的に同一のラインで製造される。高炉メーカーでも製造されるが、コイルを外部から購入してめっき処理を行うめっき専業メーカーのシェアも高い。
販売はめっき鋼板を主体に扱う鋼材業者が建築業者などに対して市中対応を行っているが、一般でも一部のホームセンターなどで購入可能。多くは予め標準サイズに切断された板として流通している。なお、業者からの購入にあたっては母材鋼板の板厚とめっきの目付量（付着量、JISでは「AZ○○○」として規定）の指定が必要。目付量が多いほど、耐食性は向上する。「AZ150」でめっき量150 g/m2 = めっき厚片側0.027 mm程度に相当する。

## 使用にあたって
通常の亜鉛めっき鋼板に比べて若干加工性が劣るため、ロール・プレス加工時には条件設定をシビアに設定する必要がある。紐付契約であれば、注文時に特別な仕様を付加することで加工性を改善した製品を用意することが可能。溶接も可能だが、条件設定に工夫が必要。前述のとおり、多少の高温環境下でも使用が可能。施工時にモルタル・コンクリート等のアルカリ性の素材と接触するとめっき面が変色・変質するため注意が必要。また、常時浸水したり結露が頻発するような場所では、ガルバリウム鋼板でも急速に錆が進行する。この場合はメーカー保証外となるので注意が必要。この鋼板の後塗装は事前にテストを行ってから実施することが望ましい。可能であればメーカー製造のカラー塗装鋼板を用いること。
また、施工にあたっては、酢酸・アミン系のコーキング剤はメッキを痛めるため、非酢酸タイプのシリコン系のコーキング剤を使用することが望ましいとされる。

## エスジーエル
エスジーエル(SGL)は、ガルバリウム鋼板を改良し、2％マグネシウム添加 アルミ・亜鉛合金めっき加工をした鋼板である。2013年、日鉄鋼板が開発した。ガルバリウム鋼板と比較し、犠牲防食作用、自己修復作用による耐食性が3倍以上改善されている。
屋根材として、アイジー工業のスーパーガルテクト、ニチハの横暖ルーフ プレミアムSなどで採用されている。